# Soud Hvězdné komory

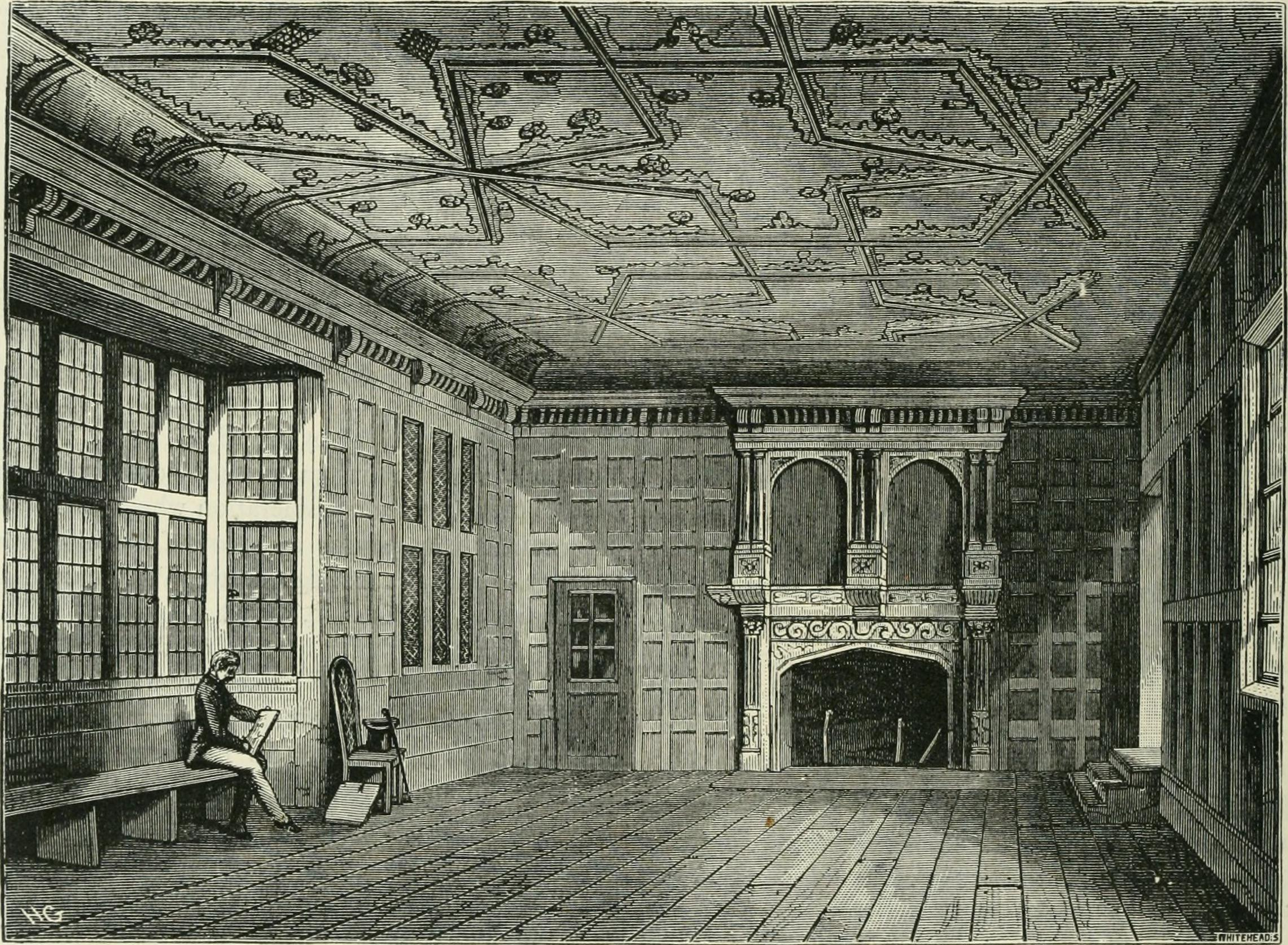
Old and new London - a narrative of its history, its people, and its places (1873) (14598096217)

Soud Hvězdné komory (angl. Star Chamber) byl anglický mimořádný soudní dvůr. Jeho členové byli Lord kancléř a další vysocí královští úředníci. Název je odvozen od Camera stellata, místnosti ve westminsterském královském paláci, kde úředníci zasedali. Zajímavostí je, že soud nebyl vázán common law a tak brzy začal sloužit jako nástroj likvidace odpůrců absolutistických panovníků. Jeho činnost byla dokonce srovnávána s inkvizicí. V roce 1641 byl na nátlak opozice zrušen, zvláště kvůli regulaci tisku. Tak byla v Anglii zrušena cenzura. V roce 1643 však byla cenzura v Anglii opět obnovena. Nyní však nebyla již v rukou Hvězdné komory.